# ۱۰۱۴ (قمری)
۱۰۱۴ (قمری)، هزار و چهاردهمین سال در گاهشماری هجری قمری است. اول محرم این سال برابر با نوزدهم مه سال ۱۶۰۵ میلادی است.